# Новий Бялч
Новий Бялч (пол. Nowy Białcz) — село в Польщі, у гміні Сміґель Косцянського повіту Великопольського воєводства.
Населення — 120 осіб (2011).
У 1975-1998 роках село належало до Лешненського воєводства.

## Демографія
Демографічна структура станом на 31 березня 2011 року:
|          | Загалом | Допрацездатний вік | Працездатний вік | Постпрацездатний вік |
| -------- | ------- | ------------------ | ---------------- | -------------------- |
| Чоловіки | 62      | 14                 | 37               | 11                   |
| Жінки    | 58      | 9                  | 36               | 13                   |
| Разом    | 120     | 23                 | 73               | 24                   |